# تاکاسوکه گوتو
تاکاسوکه گوتو (انگلیسی: Takasuke Goto؛ زادهٔ ۴ ژوئن ۱۹۸۵) بازیکن فوتبال اهل ژاپن است.
از باشگاه‌هایی که در آن بازی کرده‌است می‌توان به باشگاه فوتبال اینتر میلان اشاره کرد.
وی همچنین در تیم ملی فوتبال ساحلی ژاپن بازی کرده‌است.